# Zapis brydżowy
Zapis brydżowy - forma dokumentacji punktacji w brydżu. Istnieje wiele rodzajów zapisu brydżowego, jednak w tej chwili najpopularniejszym rodzajem jest zapis międzynarodowy, który posiada zaletę w postaci ujednolicenia (unifikacji) zapisu niezależnie od zwyczajów krajowych lub odmian lokalnych.
W przypadku popularnej gry "w kółko" punkty zapisywane są "nad kreską" oraz "pod kreską". Tabela punktacji dzielona jest na 4 części (oznaczenie umowne pary partnerów "MY" (odnoszone do członka zespołu sporządzającego zapis) : nad kreską i pod kreską oraz oznaczenie pary przeciwników "WY": nad kreską i pod kreską). Pod kreską zapisywane są punkty za wylicytowaną i ugraną grę. Nad kreską zapisywane są pozostałe punkty, m.in. za nadróbki, wpadki oraz kontry.
W przypadku brydża sportowego gra się na założenia i zapisy dokonywane są na kontrolkach związanych z danym rozdaniem (w przypadku turniejów) lub z danym stołem (w przypadku meczów).

## Zapis międzynarodowy
| Wzięcie lewy w kolorze młodszym (kara i trefle)                                                                                  | po 20 |
| Wzięcie lewy w kolorze starszym (kiery i piki)                                                                                   | po 30 |
| Wzięcie lewy w grze bez atu | pierwsza 40, druga i każda następna po 30                                                                              |
| Nadróbki (bez kontry) | każda nadróbka jest punktowana jak lewa kontraktowa (20 lub 30)                                                        |
| Nadróbki z kontrą | - po 100 przed partią — niezależnie od koloru, - po 200 po partii                                                      |
| Premia za nieudaną kontrę przeciwników                                                                                           | 50 |
| Premia za partię Uwzględniane TYLKO w brydżu sportowym                                                                           | 300 przed partią, 500 po partii                                                                                        |
| Premia za szlemika (wylicytowanie i wzięcie 12 lew)                                                                              | 500 przed partią, 750 po partii                                                                                        |
| Premia za szlema (wylicytowanie i wzięcie 13 lew)                                                                                | 1000 przed partią, 1500 po partii                                                                                      |
| Premia za koronkę (cztery honory atutowe w jednym ręku) Nie uwzględnia się w brydżu sportowym.                                   | 100 |
| Premia za koronę (pięć honorów atutowych lub cztery asy przy grze bez atutu w jednym ręku) Nie uwzględnia się w brydżu sportowym | 150 |
| Ugranie robra (wygranie 2 partii), gdy przeciwnicy nie maja ugranej partii Inaczej liczone w brydżu sportowym                    | 700 |
| Ugranie robra (wygranie 2 partii), gdy przeciwnicy maja ugraną partię Inaczej liczone w brydżu sportowym                         | 500 |
| Ugranie częściówki Inaczej liczone w brydżu sportowym                                                                            | 0 |
| Skontrowanie przeciwników | Podwojenie zapisu za ugrane lewy, modyfikacja zapisu za wpadki oraz nadróbki                                           |
| Wpadki bez kontry przed partią (bez względu na kolor atutowy)                                                                    | po 50 za każdą lewę wpadkową                                                                                           |
| Wpadki bez kontry po partii | po 100 za każdą lewę wpadkową                                                                                          |
| Wpadka z kontrą przed partią (bez względu na kolor atutowy)                                                                      | - 100 za pierwszą, - po 200 za drugą i trzecią, - po 300 za czwartą i każdą następną                                   |
| Wpadka z kontrą po partii (bez względu na kolor atutowy)                                                                         | - 200 za pierwszą, - po 300 za każdą następną                                                                          |
| Rekontra | Podwojenie zapisu (z kontrą) za ugrane lewy oraz nadróbki, podwojenie zapisu (z kontrą) za wpadki i za nieudaną kontrę |